# چهار کریسمس
چهار کریسمس (انگلیسی: Four Christmases) فیلمی در ژانر کمدی رمانتیک و کمدی-درام به کارگردانی ست گوردون است که در سال ۲۰۰۸ منتشر شد.

## بازیگران
- وینس وان
- ریس ویترسپون
- رابرت دووال
- سیسی اسپیسک
- جان فاورو
- مری استینبورگن
- جان ویت
- کریستن چنووس
- تیم مک‌گرا
- دوایت یوآکم
- کالین کمپ
- برایان بومگارتنر
- کتی میکسون
- کارول کین
- پاتریک وان هورن